# Campionato europeo di taekwondo 2010
Il XIX Campionato Europeo di Taekwondo si è disputato a San Pietroburgo, in Russia, tra il 12 e il 15 maggio 2010.

## Medagliati

### Maschile
| Specialità | Oro                                  | Argento                   | Bronzo                                             |
| -54 kg     | Seyfula Magomedov Russia             | Remzi Başakbuğday Turchia | Sergej Kolb Germania Moti Lugasi Israele           |
| 58 kg      | Joel González Spagna                 | Alan Nogayev Russia       | Stipe Jarloni Croazia Marios Tsourdinis Grecia     |
| 63 kg      | Kōnstantinos Kōnstantinidīs Germania | Nikola Jovanović Serbia   | Vladislav Arventii Moldavia Cem Uluğnuyan Turchia  |
| 68 kg      | Servet Tazegül Turchia               | Filip Grgić Croazia       | Vasili Nikitin Russia Dennis Bekkers Paesi Bassi   |
| 74 kg      | Rıdvan Baygut Turchia                | Manuel Mark Austria       | Elvin Mammadov Azerbaigian Mokdad Ounis Germania   |
| 80 kg      | Aaron Cook Gran Bretagna             | Nikolaos Tzellos Grecia   | Łukasz Śmigaj Polonia Mamedy Doucara Francia       |
| 87 kg      | Carlo Molfetta Italia                | Augustin Bata Francia     | Jon García Aguado Spagna Ivan Nikitin Russia       |
| +87 kg     | Tavakgül Baryramov Azerbaigian       | Zakaria Asidah Danimarca  | Alexandros Nikolaidis Grecia Mickaël Borot Francia |

### Femminile
| Specialità | Oro                           | Argento                        | Bronzo                                                     |
| -46 kg     | Rukiye Yıldırım Turchia       | Elaia Torrontegui Ronco Spagna | Yulia Volkova Ucraina Sumeyye Karaahmet Germania           |
| 49 kg      | Lucija Zaninović Croazia      | Yasmina Aziez Francia          | Kristina Kim Russia Hanna Zajc Svezia                      |
| 53 kg      | Floriane Liborio Francia      | Jennifer Agren Svezia          | Manuela Bezzola Svizzera Jade Jones Gran Bretagna          |
| 57 kg      | Bat El Gatterer Israele       | Yuliua Podolian Ucraina        | Veronica Calabrese Italia Deborah Louz Paesi Bassi         |
| 62 kg      | Haby Niare Francia            | Margarita Michailidou Grecia   | Kristina Jafizova Russia Estefanía García Hernández Spagna |
| 67 kg      | Sarah Stevenson Gran Bretagna | Nur Tatar Turchia              | Marlène Harnois Francia Helena Fromm Germania              |
| 73 kg      | Anastasia Baryshnikova Russia | Sandra Rodelas Lorenzo Spagna  | Nuša Rajher Slovenia Gwladys Épangue Francia               |
| +73 kg     | Rosana Simón Álamo Spagna     | Anne-Caroline Graffe Francia   | Iwona Kosiorek Polonia Bianca Walkden Gran Bretagna        |

## Medagliere
| Posizione | Paese         | Oro | Argento | Bronzo | Totale |
| --------- | ------------- | --- | ------- | ------ | ------ |
| 1         | Turchia       | 3   | 2       | 1      | 6      |
| 2         | Francia       | 2   | 3       | 4      | 9      |
| 3         | Spagna        | 2   | 2       | 2      | 6      |
| 4         | Russia        | 2   | 1       | 4      | 7      |
| 5         | Gran Bretagna | 2   | 0       | 2      | 4      |
| 6         | Croazia       | 1   | 1       | 1      | 3      |
| 7         | Germania      | 1   | 0       | 4      | 5      |
| 8         | Azerbaigian   | 1   | 0       | 1      | 2      |
| 8         | Israele       | 1   | 0       | 1      | 2      |
| 8         | Italia        | 1   | 0       | 1      | 2      |
| 11        | Grecia        | 0   | 2       | 2      | 4      |
| 12        | Svezia        | 0   | 1       | 1      | 2      |
| 12        | Ucraina       | 0   | 1       | 1      | 2      |
| 14        | Austria       | 0   | 1       | 0      | 1      |
| 14        | Danimarca     | 0   | 1       | 0      | 1      |
| 14        | Serbia        | 0   | 1       | 0      | 1      |
| 17        | Paesi Bassi   | 0   | 0       | 2      | 2      |
| 17        | Polonia       | 0   | 0       | 2      | 2      |
| 19        | Slovenia      | 0   | 0       | 1      | 1      |
| 19        | Moldavia      | 0   | 0       | 1      | 1      |
| 19        | Svizzera      | 0   | 0       | 1      | 1      |
|           | TOTALE        | 16  | 16      | 32     | 64     |